# Tauranga
Tauranga (pronúncia Māori:  [taʉɾaŋa] ) é a cidade mais populosa da região de Bay of Plenty da Ilha Norte na Nova Zelândia.
Ela foi colonizada por europeus no início do século XIX, e se constituiu como cidade em 1963. A o contro da cidade de Tauranga é o sexto maior aglomerado urbano da Nova Zelândia, com uma população urbana de 103.632 (estimativa de 2006).
A cidade fica no canto noroeste da Baía de Plenty, na borda sudeste do porto de Tauranga. A cidade se expande sobre uma área de 168 quilômetros quadrados.
Tauranga é um dos principais centros comerciais, culturais, de moda, ciência e horticultura da Nova Zelândia. O Porto de Tauranga é o maior porto da Nova Zelândia em termos de arqueação bruta de exportação.

## Clima
| Gráfico climático para Tauranga                | Gráfico climático para Tauranga | Gráfico climático para Tauranga | Gráfico climático para Tauranga | Gráfico climático para Tauranga | Gráfico climático para Tauranga | Gráfico climático para Tauranga | Gráfico climático para Tauranga | Gráfico climático para Tauranga | Gráfico climático para Tauranga | Gráfico climático para Tauranga | Gráfico climático para Tauranga |
| ---------------------------------------------- | ------------------------------- | ------------------------------- | ------------------------------- | ------------------------------- | ------------------------------- | ------------------------------- | ------------------------------- | ------------------------------- | ------------------------------- | ------------------------------- | ------------------------------- |
| J                                              | F                               | M                               | A                               | M                               | J                               | J                               | A                               | S                               | O                               | N                               | D                               |
| 95 24 14                                       | 90 24 15                        | 146 23 13                       | 107 20 11                       | 119 17 8                        | 145 15 6                        | 131 14 5                        | 139 15 6                        | 125 16 8                        | 103 18 9                        | 100 20 11                       | 126 22 13                       |
| Temperaturas em °C • Precipitações em mmFonte: |                                 |                                 |                                 |                                 |                                 |                                 |                                 |                                 |                                 |                                 |                                 |